# キララの星
『キララの星』（キララのほし）は、森永あいによる日本の漫画作品。
『別冊フレンド』（講談社）にて2010年3月号から2015年3月号まで連載。単行本は全13巻。

## あらすじ
父親が経営する弱小芸能事務所の莫大な借金返済のため、平凡な女子高生・亜弓が同級生の星輝に目を付ける。だが彼は、素顔を見られるのを異様に嫌う性分で……。

## 登場人物
雲母 亜弓（きらら あゆみ）
宝ヶ丘学園高等部進学コース2年生。亡き母親は伝説の大女優と謳われる秋月瑶子だが、本人は至って平凡。クラスメイトに、カエルの子はカエルだと言われ、芸能人になれば、などと言われたが、本人は、オタマと自覚している。
所属タレントの駆け落ちで発生した4億8000万円の違約金返済のため、父親が経営する芸能事務所を切り盛りする羽目になる。
星 輝（ほし ひかる）
亜弓のクラスメイト。ボサボサ頭に眼鏡をかけた影の薄い印象だが、素顔は非常に美形。幼い頃から何度となくイタズラや痴漢被害に遭い、素顔を見られるのを異様に嫌がるようになった。
素顔を見た亜弓に脅迫されたこと、ほぼ同時期に捨て犬を抱えたまま住む場所を失ったこと、亜弓の無愛想で凶暴な飼い猫・まりりんに惚れてしまったことなどいくつかの要因により、キララ企画に所属することを決心する。テレビ局へ挨拶に行った際に壁に貼ってあった2枚のポスターの名前を組み合わせて「内山田きよし」という芸名に決める。
亜弓の父親
弱小芸能事務所「キララ企画」社長。売れない俳優、モデルばかりを抱え、万年自転車操業状態。礼音奈を追って海外へ。
秋月 瑶子（あきづき ようこ）
亜弓の母親。亜弓の父親によって発掘され、大女優と呼ばれるまでに成長した。夫と共に「キララ企画」を立ち上げるも、亜弓を産んで間もなく亡くなった。
大沢 礼音奈（おおさわ れおな）
キララ企画に所属するタレント。キララ企画から久しぶりに出た売れっ子でCM女王も夢ではなかったが、妻子持ちのブルガリア人ラーメン職人と駆け落ちしてしまう。
木庭 靖（きば やすし）
キララ企画所属の売れない俳優。30歳。小劇場上がりで芝居は上手いが地味でパッとしない。
相沢 春菜（あいざわ はるな）
キララ企画所属の売れない子役。8歳。
遠山 潤（とおやま じゅん）
俳優。輝がレギュラー出演することになった戦隊もの「ニャオファイブ」のレッド（主役）。秋月瑶子の影響で芸能界入りした。輝にライバル心を、亜弓に恋心を抱き、宝ヶ丘学園高等部芸能コースに転校してくる。

## 書誌情報
- 森永あい 『キララの星』 講談社（KC別フレ） 全13巻[1]
  1. 2010年7月13日発売、ISBN 978-4-06-341697-8
  2. 2010年12月13日発売、ISBN 978-4-06-341720-3
  3. 2011年4月13日発売、ISBN 978-4-06-341742-5
    - 番外編 マリリン♥マリリン（『別冊フレンド』2011年3月号ふろく）

  4. 2011年10月15日発売、ISBN 978-4-06-341765-4
  5. 2012年3月13日発売、ISBN 978-4-06-341788-3
  6. 2012年7月13日発売、ISBN 978-4-06-341806-4
  7. 2012年11月13日発売、ISBN 978-4-06-341827-9
  8. 2013年3月13日発売、ISBN 978-4-06-341847-7
  9. 2013年7月12日発売、ISBN 978-4-06-341865-1
  10. 2013年11月13日発売、ISBN 978-4-06-341885-9
  11. 2014年4月11日発売、ISBN 978-4-06-341911-5
  12. 2014年9月12日発売、ISBN 978-4-06-341938-2
  13. 2015年3月13日発売、ISBN 978-4-06-341975-7